# ミレニアム (ACIDMANの曲)
「ミレニアム」は、日本のロックバンドACIDMANの28枚目のシングル。

## 概要
- 前作「愛を両手に」より約5ヶ月ぶり、バンド20周年第3弾シングルとしてのリリースとなる[1]。
- 初回限定盤は紙ジャケット仕様となっている。

## 収録曲
1. ミレニアム
2. Seesaw
3. 青の発明　−instrumental−
4. Live Track From 20141023 Zepp Tokyo
前作同様『世界が終わる夜』リリース記念プレミアム・ワンマンライヴで演奏された楽曲が収録されており、本作は「アイソトープ」「赤橙」「type-A」となっている。

- 全曲作詞・作曲：大木伸夫
- 編曲：ACIDMAN